# Децим Плотий Грип
Децим Плотий Грип (лат. Decimus Plotius Grypus) — римский политический деятель второй половины I века.
В 69 году Грип был переведен из всаднического в сенаторское сословие по приказу императора Веспасиана и назначен начальником VII Клавдиева легиона. В 70 году он занял должность претора вместо Луция Теттия Юлиана. В 88 году Грип находился на посту консула-суффекта. Возможно, он скончался вскоре после консульства.